# Denver Nuggets 2022-2023
La stagione 2022-2023 dei Denver Nuggets è la 56ª stagione della franchigia, la 47ª nella NBA, la 56ª a Denver.

## Draft
| Giro | Scelta | Giocatore       | Ruolo | Nazionalità | Università/Squadra |
| ---- | ------ | --------------- | ----- | ----------- | ------------------ |
| 1    | 21     | Christian Braun | SG    | Stati Uniti | Kansas             |

Il Draft NBA 2022 si è tenuto il 23 giugno 2022. Ai Nuggets spettava una scelta al primo round.

## Roster
| \| Pos. \| Num. \| Naz. \| Nome \| Altezza \| Peso \| Data nascita \| Provenienza \| \| ---- \| ---- \| ---------------------- \| ------------------------- \| ------- \| ------ \| ------------ \| --------------------- \| \| AP \| 0 \| Stati Uniti (bandiera) \| Braun, Christian \| 198 cm \| 100 kg \| 17-04-2001 \| Kansas \| \| AP \| 11 \| Stati Uniti (bandiera) \| Brown, Bruce \| 193 cm \| 92 kg \| 15-08-1996 \| Miami (FL) \| \| C \| 13 \| Stati Uniti (bandiera) \| Bryant, Thomas \| 211 cm \| 112 kg \| 31-07-1997 \| Indiana \| \| AP \| 5 \| Stati Uniti (bandiera) \| Caldwell-Pope, Kentavious \| 196 cm \| 93 kg \| 18-02-1993 \| Georgia \| \| AG \| 31 \| Slovenia (bandiera) \| Čančar, Vlatko \| 203 cm \| 107 kg \| 10-04-1997 \| Slovenia \| \| AP \| 21 \| Stati Uniti (bandiera) \| Gillespie, Collin (TW) \| 185 cm \| 88 kg \| 25-06-1999 \| Villanova \| \| AG \| 50 \| Stati Uniti (bandiera) \| Gordon, Aaron \| 203 cm \| 107 kg \| 16-09-1995 \| Arizona \| \| AG \| 32 \| Stati Uniti (bandiera) \| Green, Jeff \| 203 cm \| 107 kg \| 28-08-1986 \| Georgetown \| \| AP \| 3 \| Stati Uniti (bandiera) \| Hyland, Bones \| 188 cm \| 77 kg \| 14-09-2000 \| Virginia Commonwealth \| \| G \| 7 \| Stati Uniti (bandiera) \| Jackson, Reggie \| 188 cm \| 94 kg \| 16-04-1990 \| Boston College \| \| C \| 15 \| Serbia (bandiera) \| Jokić, Nikola \| 211 cm \| 129 kg \| 19-02-1995 \| Serbia \| \| C \| 6 \| Stati Uniti (bandiera) \| Jordan, DeAndre \| 211 cm \| 120 kg \| 21-07-1988 \| Texas A&M \| \| AP \| 27 \| Canada (bandiera) \| Murray, Jamal \| 193 cm \| 98 kg \| 23-02-1997 \| Kentucky \| \| AG/C \| 22 \| Stati Uniti (bandiera) \| Nnaji, Zeke \| 206 cm \| 109 kg \| 09-01-2001 \| Arizona \| \| AG \| 1 \| Stati Uniti (bandiera) \| Porter, Michael \| 208 cm \| 99 kg \| 29-06-1998 \| Missouri \| \| AP \| 9 \| Stati Uniti (bandiera) \| Reed, Davon \| 196 cm \| 93 kg \| 11-06-1995 \| Miami (FL) \| \| AP \| 14 \| Stati Uniti (bandiera) \| Smith, Ish \| 183 cm \| 79 kg \| 05-07-1988 \| Wake Forest \| \| AP \| 8 \| Stati Uniti (bandiera) \| Watson, Peyton \| 201 cm \| 91 kg \| 11-09-2002 \| UCLA \| \| AG \| 10 \| Australia (bandiera) \| White, Jack (TW) \| 201 cm \| 102 kg \| 05-08-1997 \| Duke \| | Allenatore - Michael Malone Assistente/i - David Adelman - John Beckett - Ryan Bowen - Popeye Jones - Charles Klask - Ryan Saunders - Ognjen Stojaković Legenda - (C) Capitano - (FA) Free agent - (S) Sospeso - (TW) Contratto Two-way - (GL) Assegnato a squadra G League affiliata - Infortunato Roster • Transazioni · Ultima transazione: 16 ottobre 2022 |                        |                           |         |        |              |                       |
| Pos. | Num. | Naz.                   | Nome                      | Altezza | Peso   | Data nascita | Provenienza           |
| AP | 0 | Stati Uniti (bandiera) | Braun, Christian          | 198 cm  | 100 kg | 17-04-2001   | Kansas                |
| AP | 11 | Stati Uniti (bandiera) | Brown, Bruce              | 193 cm  | 92 kg  | 15-08-1996   | Miami (FL)            |
| C | 13 | Stati Uniti (bandiera) | Bryant, Thomas            | 211 cm  | 112 kg | 31-07-1997   | Indiana               |
| AP | 5 | Stati Uniti (bandiera) | Caldwell-Pope, Kentavious | 196 cm  | 93 kg  | 18-02-1993   | Georgia               |
| AG | 31 | Slovenia (bandiera)    | Čančar, Vlatko            | 203 cm  | 107 kg | 10-04-1997   | Slovenia              |
| AP | 21 | Stati Uniti (bandiera) | Gillespie, Collin (TW)    | 185 cm  | 88 kg  | 25-06-1999   | Villanova             |
| AG | 50 | Stati Uniti (bandiera) | Gordon, Aaron             | 203 cm  | 107 kg | 16-09-1995   | Arizona               |
| AG | 32 | Stati Uniti (bandiera) | Green, Jeff               | 203 cm  | 107 kg | 28-08-1986   | Georgetown            |
| AP | 3 | Stati Uniti (bandiera) | Hyland, Bones             | 188 cm  | 77 kg  | 14-09-2000   | Virginia Commonwealth |
| G | 7 | Stati Uniti (bandiera) | Jackson, Reggie           | 188 cm  | 94 kg  | 16-04-1990   | Boston College        |
| C | 15 | Serbia (bandiera)      | Jokić, Nikola             | 211 cm  | 129 kg | 19-02-1995   | Serbia                |
| C | 6 | Stati Uniti (bandiera) | Jordan, DeAndre           | 211 cm  | 120 kg | 21-07-1988   | Texas A&M             |
| AP | 27 | Canada (bandiera)      | Murray, Jamal             | 193 cm  | 98 kg  | 23-02-1997   | Kentucky              |
| AG/C | 22 | Stati Uniti (bandiera) | Nnaji, Zeke               | 206 cm  | 109 kg | 09-01-2001   | Arizona               |
| AG | 1 | Stati Uniti (bandiera) | Porter, Michael           | 208 cm  | 99 kg  | 29-06-1998   | Missouri              |
| AP | 9 | Stati Uniti (bandiera) | Reed, Davon               | 196 cm  | 93 kg  | 11-06-1995   | Miami (FL)            |
| AP | 14 | Stati Uniti (bandiera) | Smith, Ish                | 183 cm  | 79 kg  | 05-07-1988   | Wake Forest           |
| AP | 8 | Stati Uniti (bandiera) | Watson, Peyton            | 201 cm  | 91 kg  | 11-09-2002   | UCLA                  |
| AG | 10 | Australia (bandiera)   | White, Jack (TW)          | 201 cm  | 102 kg | 05-08-1997   | Duke                  |

## Uniformi
- Casa

| Association |

- Trasferta

| Icon |

- Alternativa

| Statemant |

- Alternativa

| City |

## Risultati

### Regular season
|  | Denota le partite vinte |
|  | Denota le partite perse |

### Play-off
|  | Denota le partite vinte |
|  | Denota le partite perse |

| Campione NBA 2023        |
| ------------------------ |
| Denver Nuggets 1º titolo |

## Classifiche

### NBA Regular Season

#### Western Conference
| Western Conference | Western Conference      | Western Conference | Western Conference | Western Conference | Western Conference | Western Conference |
| #                  | Squadra                 | V                  | S                  | V%                 | PR                 | PG                 |
| ------------------ | ----------------------- | ------------------ | ------------------ | ------------------ | ------------------ | ------------------ |
| 1                  | c – Denver Nuggets *    | 53                 | 29                 | .646               | –                  | 82                 |
| 2                  | y – Memphis Grizzlies * | 51                 | 31                 | .622               | 2,0                | 82                 |
| 3                  | y – Sacramento Kings *  | 48                 | 34                 | .585               | 5,0                | 82                 |
| 4                  | x – Phoenix Suns        | 45                 | 37                 | .549               | 8,0                | 82                 |
| 5                  | x – L.A. Clippers       | 44                 | 38                 | .537               | 9,0                | 82                 |
| 6                  | x – G.S. Warriors       | 44                 | 38                 | .537               | 9,0                | 82                 |
|                    |                         |                    |                    |                    |                    |                    |
| 7                  | x – L.A. Lakers         | 43                 | 39                 | .524               | 10,0               | 82                 |
| 8                  | x – Minnesota T'wolves  | 42                 | 40                 | .512               | 11,0               | 82                 |
| 9                  | pi – N.O. Pelicans      | 42                 | 40                 | .512               | 11,0               | 82                 |
| 10                 | pi – Oklahoma Thunder   | 40                 | 42                 | .488               | 13,0               | 82                 |
|                    |                         |                    |                    |                    |                    |                    |
| 11                 | Dallas Mavericks        | 38                 | 44                 | .463               | 15,0               | 82                 |
| 12                 | Utah Jazz               | 37                 | 45                 | .451               | 16,0               | 82                 |
| 13                 | Portland T. Blazers     | 33                 | 49                 | .402               | 20,0               | 82                 |
| 14                 | Houston Rockets         | 22                 | 60                 | .268               | 31,0               | 82                 |
| 15                 | San Antonio Spurs       | 22                 | 60                 | .268               | 31,0               | 82                 |

#### Northwest Division
| Northwest Division     | V  | S  | V%   | PR   | Casa  | Trasf | Div  | PG |
| ---------------------- | -- | -- | ---- | ---- | ----- | ----- | ---- | -- |
| c – Denver Nuggets     | 53 | 29 | .646 | 0,0  | 34–7  | 19–22 | 10–6 | 82 |
| x – Minnesota T'wolves | 42 | 40 | .512 | 11,0 | 22–19 | 20–21 | 8–8  | 82 |
| pi – Oklahoma Thunder  | 40 | 42 | .488 | 13,0 | 24–17 | 16–25 | 9–7  | 82 |
| Utah Jazz              | 37 | 45 | .451 | 16,0 | 23–18 | 14–27 | 6–10 | 82 |
| Portland T. Blazers    | 33 | 49 | .402 | 20,0 | 17–24 | 16–25 | 7–9  | 82 |